# The Mentors
Pour les articles homonymes, voir Mentors.
The Mentors est un groupe américain de heavy metal, originaire de Seattle, Washington. Le groupe se forme en mai 1976, et joue souvent avec des cagoules de bourreaux, et accessoires sadomasochistes. Les paroles de leur chansons sont extrêmement dégradantes envers les femmes, misogynes et sexistes. 
Le chanteur du groupe, Eldon « El Duce » Hoke, meurt écrasé par un train alors qu'il était ivre, quelques jours après avoir affirmé lors d'une entrevue, la proposition de $50 000 de Courtney Love pour tuer son époux Kurt Cobain. Malgré cet évènement, le groupe continue ses activités.

## Historique
Les membres fondateurs El Duce (batterie, chant), Eric Carlson (Sickie Wifebeater, guitare) et Steve Broy (Dr Heathen Scum, basse) étudient ensemble au Roosevelt High School de Seattle et débutent dans un mélange de punk et de heavy metal primitif. Après la formation du groupe, The Mentors partent en tournée dans le nord-ouest du pays. Broy participe partiellement aux activités du groupe consciencieux de ses études en ingénierie. Les autres bassistes du groupe, en ce temps, incluent Jeff Dahl, Chris Jacobsen (Jack Shit), et Mike Dewey (Heathen Scum Wezda). 
Au label Mystic Records, The Mentors font paraître leur premier EP, The Trash Bag, en 1983. Leur premier album live, intitulé Live at the Whiskey, suit la même année ; ces deux albums sont produits par Phillip (Philco) Raves. 
En 1985, ils signent au label Death Records, une sous-division de Metal Blade, et font paraître leur premier LP studio, You Axed for It!, avec Broy à la basse. À cette période, Hoke maintient une forte présence en public, dont une controversée aux côtés du groupe de metal GWAR au Jerry Springer Show, qui avait ouvertement critiqué le groupe, les croyances et l'image publique de Hoke. Dans une entrevue, au Hot Seat avec Wally George, Hoke explique que The Mentors et leur fans veulent du « rape rock ».  Ce terme sera par la suite souvent utilisé par des groupes de shock rock comme The Murder Junkies et The MILF Hunters.
Plus tard, Broy se voit temporairement remplacé par les bassistes Wayne Daddio (Ripper), Ed Danky (Poppa Sneaky Spermshooter) et Zippy, avant de revenir dans le groupe. En 1989, The Mentors fait paraître son troisième album, Sex, Drugs & Rock 'n' Roll. Cet album attire l'attention du groupe de hard rock Revolting Cocks, qui invite The Mentors à faire une tournée avec eux. Par la suite, le groupe fait paraître Rock Bible en 1990, avec Rick Lomas (Insect On Acid) à la batterie. L'album To the Max suit la même année. Clark « Moosedick » Savage joue souvent de la batterie aux live shows. The Mentors devient plutôt actif par la suite. Hoke se construit une carrière en solo, tandis que Carlson forme le groupe Jesters of Destiny. 
Au milieu des années 1990, Hoke explique que Courtney Love lui aurait proposé $50 000 pour tuer son époux Kurt Cobain, dont la mort était préméditée en suicide. En 1997, quelques jours après son entrevue pour le documentaire Kurt and Courtney, Hoke meurt frappé par un train de marchandise lorsqu'il était ivre ; les enquêteurs concluent à un suicide.
Carlson, Broy et Savage continuent dans le groupe, sont rejoints par le guitariste Sickie J et le chanteur El Rapo en 2001, puis font paraître l'album Over the Top en 2005. En 2006, le chanteur et batteur Marc DeLeon (Mad Dog), du groupe dédicacé aux Mentors, The Mantors, remplace El Rapo et, plus tard, Savage. En 2009, le groupe fait paraître son huitième album Ducefixion.

## Membres

### Membres actuels
- Eric Carlson (Sickie Wifebeater) – guitare (depuis 1976)
- Steve Broy (Dr Heathen Scum) – basse (depuis 1976)
- Marc DeLeon (Mad Dog Duce) – batterie, chant (depuis 2005)

### Anciens membres
- Eldon Hoke (El Duce ; décédé) – batterie, chant (1976–1997)
- Jeff Dahl – guitare basse (1979–1980)
- Chris Jacobson (Jack Shit ; décédé) – guitare basse (1980)
- Mike Dewey (Heathen Scum Wezda) – guitare basse (1980–1984)
- Wayne Daddio (Ripper) – guitare basse (1984–1985)
- Scott « Wino » Weinrich - guitare basse (1986)
- Danky (Poppa Sneaky Spermshooter ; décédé) – guitare basse (1986–1987)
- Zippy – guitare basse (1987–1989)
- Rick Lomas (Insect on Acid) – batterie (1989)
- Clark Savage (Moosedick) – batterie (1991–2008)
- Sickie J – guitare rythmique (2001–2010)
- El Rapo – chant (2002–2004)

## Discographie

### Albums Live
- 1983 : Live at the Whiskey (Mystic Records)
- 1989 : Sex, Drugs and Rock 'n' Roll (Ever Rat Records)
- 2004 : Long Live Porn Rock vs. Shikshadle (Hard Pecker Records)

### Compilations
- 1994 : Houses of the Horny (Mentor Records)

### Autres Albums
- 2003 : The Church of El Duce feat. Matt McCourt (S&M Records)
- 2003 : Church of El Duce Num-Beer 2 feat. Matt McCourt (S&M Records)
- 2012 : For Those About to Rap'e (Cazablanca Records and Tapes)

## Vidéographie
- Get Up and Die (1983)
- Mentors Fuck Movie (1987)
- A Piece of Sinema (1990)
- The Wretched World of The Mentors (1990)
- Mentors Tour de Max '91 (1991)
- El Duce, the Man. The Myth. The Video (1993)
- Mentors - El Duce Vita DVD (2007)